# Getafe Club de Fútbol
Maillots
Actualités

Performance en championnat du Getafe club de Fútbol 1929-présent

Le Getafe Club de Fútbol est un club de football espagnol fondé en 1983, situé à Getafe, dans la banlieue sud de Madrid, évoluant en Liga.

## Histoire

### Repères historiques
| \| Getafe \| Emplacement de Getafe, en Espagne. |
| Getafe                                          |

- Le club est fondé en 1983.
- Il accède à la Segunda División lors de la saison 1994-1995 et à la Liga lors de la saison 2004-2005 (et ceci pour la première fois de son histoire).
- Saisons en Liga : 21
- Saisons en Segunda División : 7
- Meilleure place en Liga : 5e (2019).
- Plus mauvaise place en Liga : 19e (2016).

### Origines (années 1980)
Le Getafe C.F., est une sorte d’annexe sudiste du Real Madrid, géant des quartiers nord de la capitale espagnole. Avant de devenir le Getafe Club de Futból en 1988, le club tout bleu était une association de supporters du grand voisin blanc au nom sans équivoque : Peña Madridista de Getafe. Même Angel Torres, actuel président, ne se cache pas d’être socio du Real. Ce statut particulier fait que les rencontres face aux grands frères merengue sont souvent marquées de suspicion.

### Près de l'exploit en Europe (2007-2008)
En 2008, pour la première fois de son histoire le club atteint les quarts de finale de la Coupe de l'UEFA. Au match aller, les joueurs réalisent un bon match face au Bayern Munich et obtiennent un match nul inespéré grâce à un but de Contra a la 92e minute de jeu. Auparavant c'était Luca Toni qui avait marqué pour le Bayern. Au match retour le Bayern est favori et, dès la 5e minute, le joueur vedette de Getafe, Rubén de la Red, se fait exclure. Les joueurs de Getafe évoluent uniquement en contres. Peu avant la mi-temps, le Roumain Cosmin Contra récupère la balle au milieu de terrain, place une accélération, dribble deux défenseurs d'un crochet intérieur inspiré, pénètre dans la surface et décoche une superbe frappe sous la barre transversale d'Oliver Kahn (1-0), 44e. Getafe croit alors en la victoire, mais à la 89e minute de jeu, le Français Franck Ribéry est à la retombée d'une partie de billard dans la surface et crucifie Pato (Roberto Abbondanzieri) d'une superbe reprise de volée (1-1). Pourtant à bout de souffle et assommés par cette égalisation tardive, les Espagnols entament la prolongation tambour battant. En l'espace de deux minutes, les hommes de Michael Laudrup croient s'adjuger leur ticket pour le dernier carré : Casquero ajuste d'abord Kahn de l'entrée de la surface (2-1, 91e). Puis c'est au tour de Lúcio de glisser dans la surface, la sienne, et d'offrir le but à Braulio (3-1, 93e), dans un Coliseum incandescent. La chaleur retombe un peu lorsque Toni profite d'une erreur de main de Pato pour redonner espoir au Bayern (3-2, 115e). L'ambiance devient glaciale lorsque l'Italien marque de la tête à la dernière seconde et qualifie le Bayern Munich au bout d'une mémorable nuit européenne pour Getafe. Oliver Kahn s'en souvient encore : «  J’ai joué 140 matchs européens, je suis allé partout — Madrid, Milan, Londres, Barcelone — mais ce qui s’est passé ce soir est incroyable. En 40 ans, je n’ai jamais vu ça. »

### Rachat par les Émiratis (2011-)

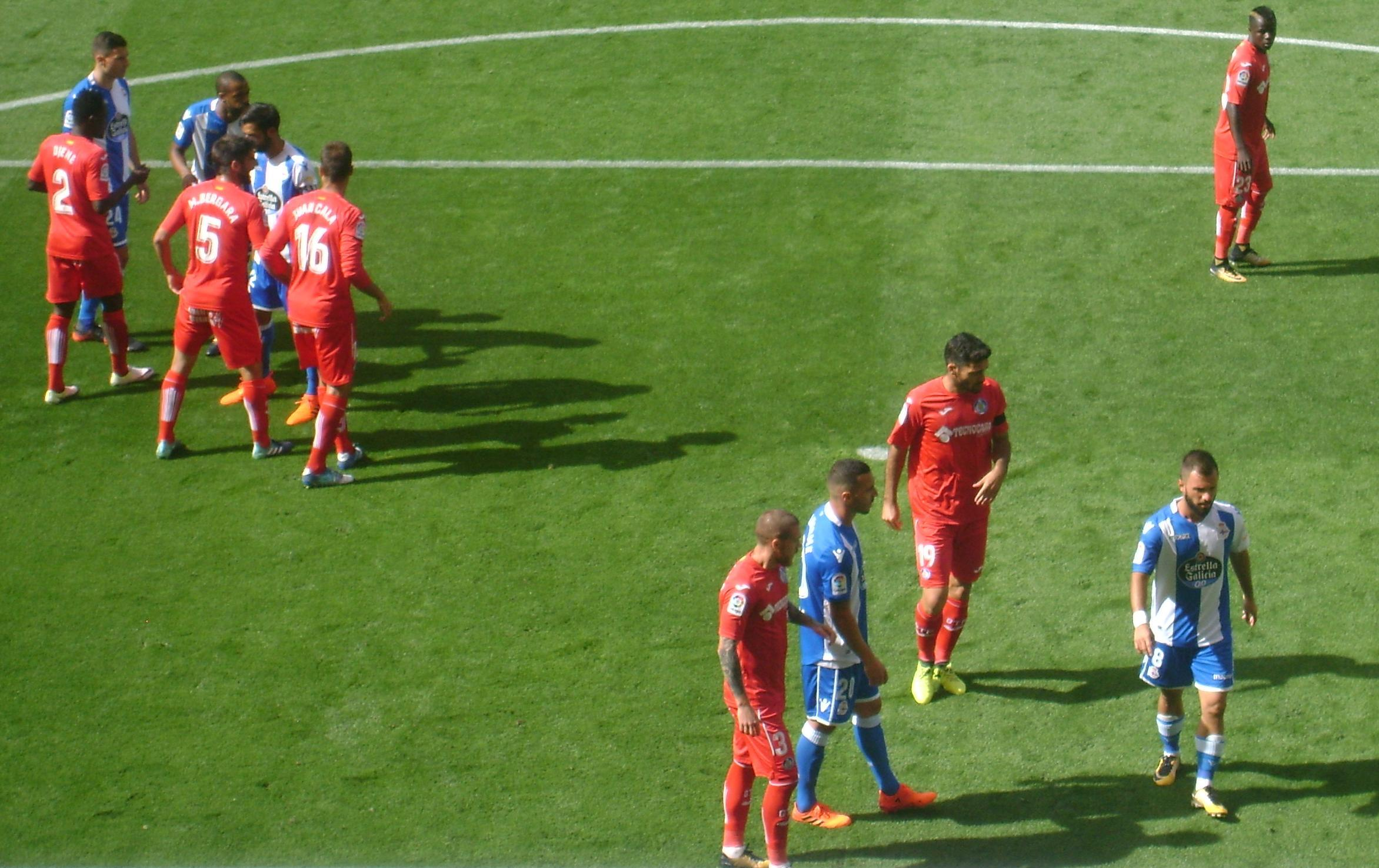
Deportivo de La Coruña vs. Getafe CF.

Le 21 avril 2011, le club est racheté par le Royal Emirates Group, consortium émirati, pour un montant compris entre 50 et 70 millions d'euros, voire entre 70 et 90 millions. L'équipe prendra la dénomination commerciale de Getafe Team Dubai,.
En 2016, le club est relégué en D2 mais il remonte en D1 dès la saison suivante.

## Palmarès
| Compétitions nationales | Compétitions internationales                 |
| - Championnat d’Espagne (0) : - Meilleur classement : 5e en 2019. - Championnat d’Espagne de deuxième division (0) : - Vice-champion : 2004. - Championnat d’Espagne de troisième division (1) : - Champion : 1999. - Vice-champion : 1990 et 1994. - Coupe d’Espagne (0) : - Finaliste : 2007 et 2008. | - Ligue Europa (0) : - 1/4 de finale : 2008. |

## Anciens logos

## Joueurs et personnalités du club

### Présidents
Le tableau suivant présente la liste des présidents du club depuis 1983.
| Rang | Nom               | Période   |
| ---- | ----------------- | --------- |
| 1    | Antonio de Miguel | 1983-1992 |
| 2    | Francisco Flores  | 1992-2000 |

| Rang | Nom             | Période   |
| ---- | --------------- | --------- |
| 3    | Felipe González | 2000-2001 |
| 4    | Domingo Rebosio | 2001      |

| Rang | Nom          | Période |
| ---- | ------------ | ------- |
| 5    | Ángel Torres | 2002-   |

### Entraîneurs
Le tableau suivant présente la liste des entraîneurs du club depuis 1983.
| Rang | Nom                              | Période   |
| ---- | -------------------------------- | --------- |
| 1    | Gregorio Serrano                 | 1983-1987 |
| 2    | Eduardo Caturla                  | 1987-1989 |
| 3    | Félix Carlón                     | 1989      |
| 4    | Fernando Sierra                  | 1989-1993 |
| 5    | Luis Sánchez Duque               | 1993-1995 |
| 6    | Antonio Rivera Mínguez (intérim) | 1995      |
| 7    | Joaquín Salmerón                 | 1995      |
| 8    | Emilio Cruz                      | 1995      |
| 9    | Chato González                   | 1995      |
| 10   | Luis Ángel Duque                 | 1995-1997 |
| 11   | Fernando Rodríguez (intérim)     | 1997      |
| 12   | Manuel García Calderón           | 1997-1998 |

| Rang | Nom                          | Période   |
| ---- | ---------------------------- | --------- |
| 13   | Fernando Rodríguez (intérim) | 1998      |
| 14   | Santiago Martín Prado        | 1998-2000 |
| 15   | Juanjo Enríquez              | 2000      |
| 16   | Manolo Cano (intérim)        | 2000      |
| 17   | Gonzalo Hurtado              | 2000-2001 |
| 18   | Félix Barderas Sierra        | 2001-2003 |
| 19   | Pepe Mel                     | 2003      |
| 20   | Josu Uribe                   | 2003-2004 |
| 21   | Quique Sánchez Flores        | 2004-2005 |
| 22   | Bernd Schuster               | 2005-2007 |
| 23   | Michael Laudrup              | 2007-2008 |
| 24   | Víctor Muñoz                 | 2008-2009 |

| Rang | Nom                   | Période                 |
| ---- | --------------------- | ----------------------- |
| 25   | Míchel                | 2009-2011               |
| 26   | Luis García Plaza     | 2011-2014               |
| 27   | Cosmin Contra         | 2014-2015               |
| 28   | Quique Sánchez Flores | 2015                    |
| 29   | Pablo Franco          | 2015                    |
| 30   | Fran Escribá          | 2015-avr. 2016          |
| 31   | Juan Eduardo Esnáider | avr. 2016-sep. 2016     |
| 32   | José Bordalas         | sep. 2016-mai.2021      |
| 33   | Míchel                | mai.2021-octobre 2021   |
| 34   | Quique Sánchez Flores | octobre 2021-avril 2023 |
| 35   | José Bordalas         | avr. 2023-              |

### Effectif professionnel actuel
Le premier tableau liste l'effectif professionnel du Getafe CF pour la saison 2025-2026. Le second recense les prêts effectués par le club lors de cette même saison.
En grisé, les sélections de joueurs internationaux chez les jeunes mais n'ayant jamais été appelés aux échelons supérieurs une fois l'âge-limite dépassé ou les joueurs ayant pris leur retraite internationale.